# Galerie naine

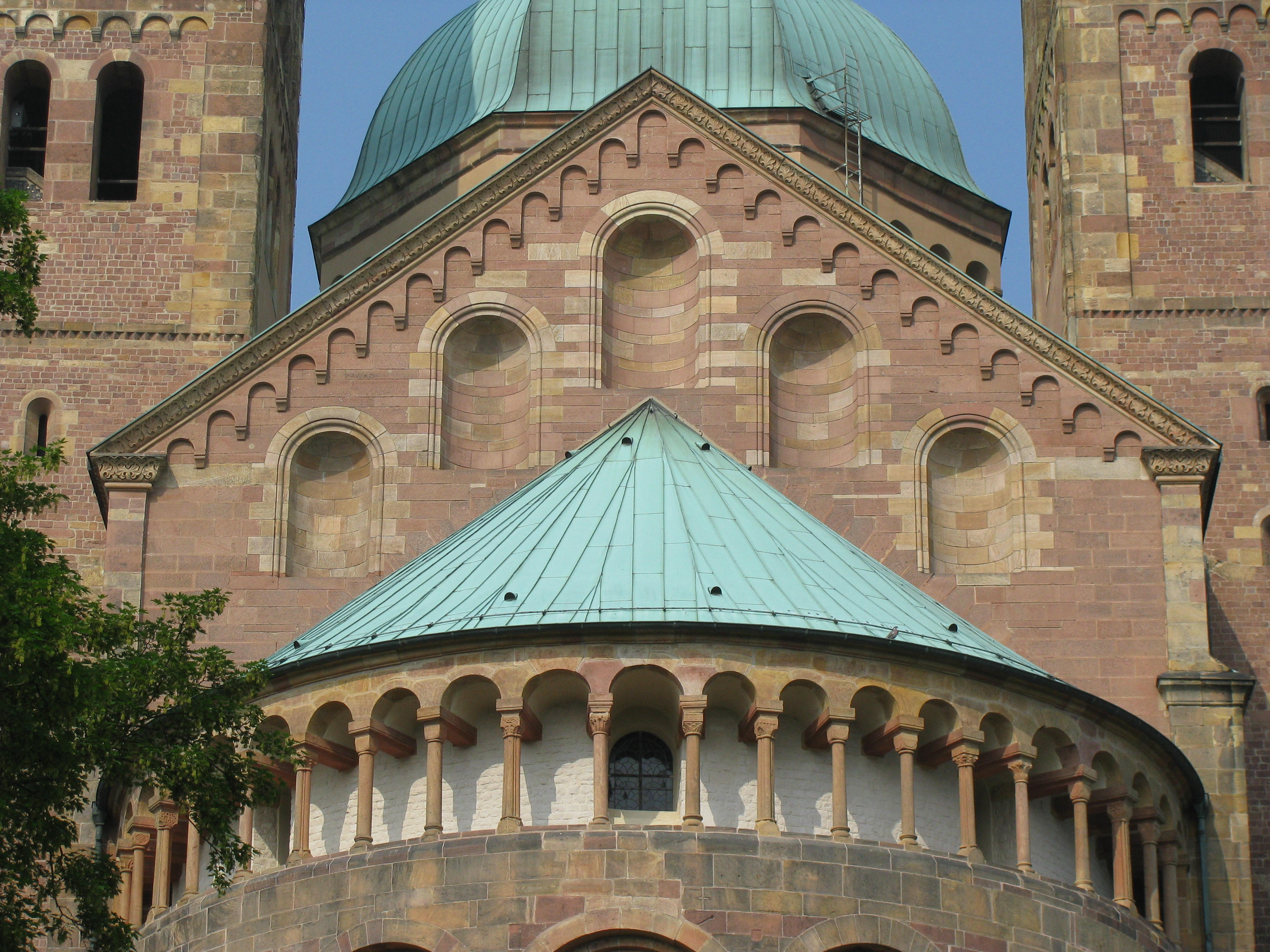
Galerie naine de la cathédrale de Spire.

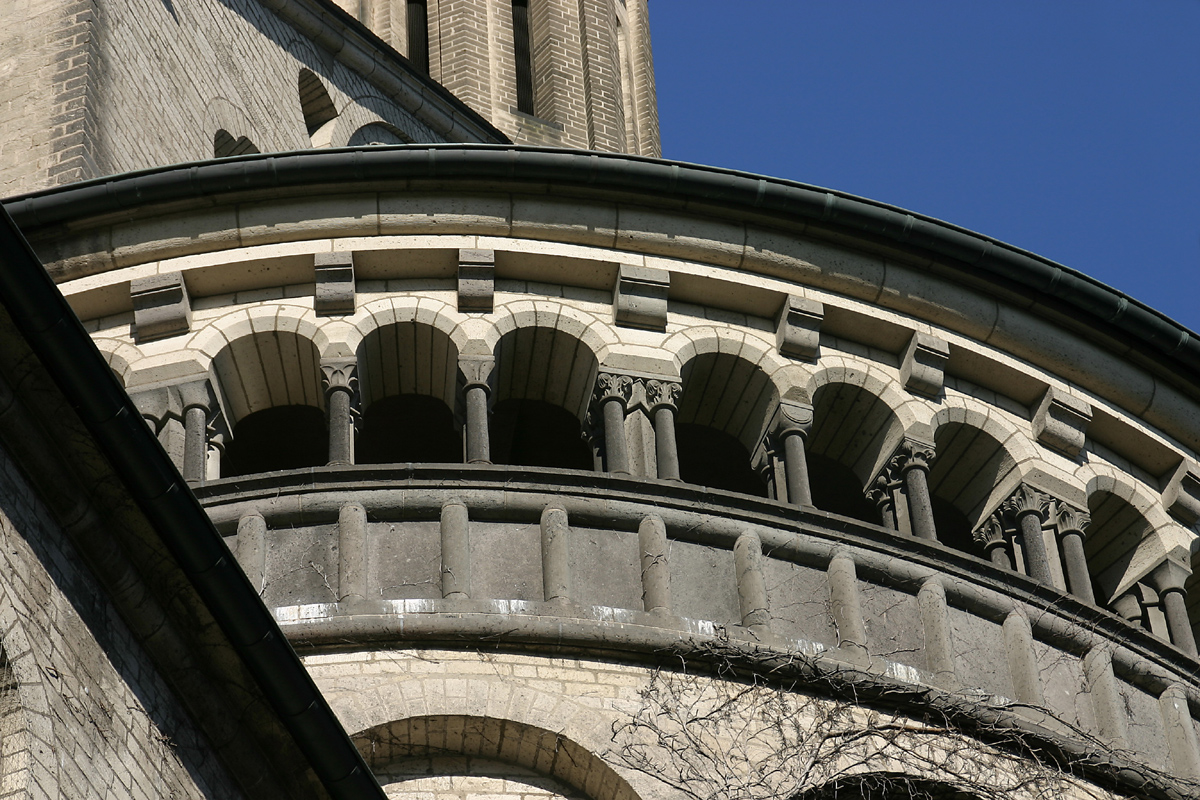
Galerie naine de l'Église Saint-Martin de Cologne.

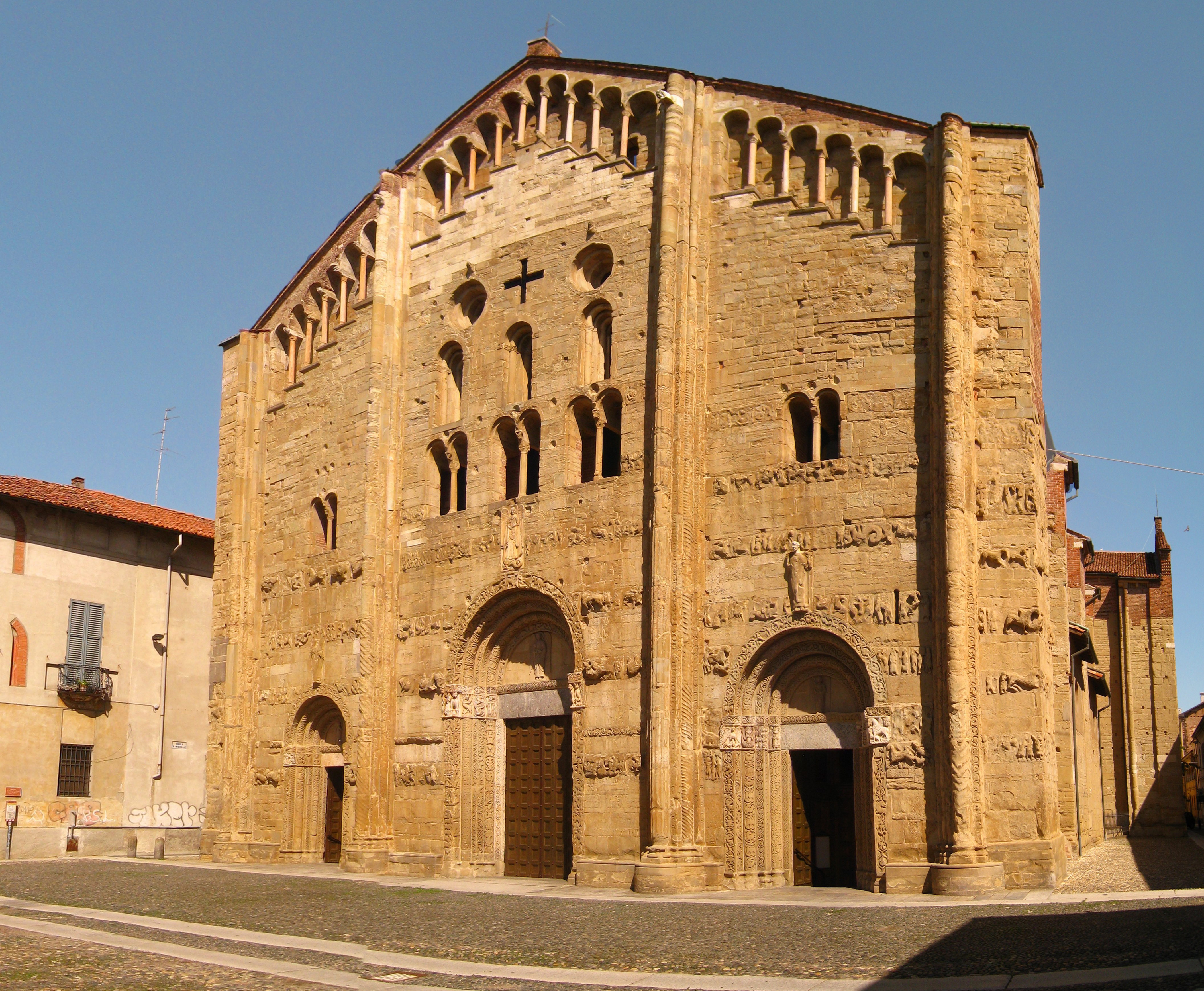
Galerie naine montante de Santa Maria Maggiore à Pavie, Lombardie.

Une galerie naine est un élément ornemental de l'architecture romane qu'on trouve surtout en Rhénanie et en Italie du Nord. Le terme « galerie naine » est une traduction de l'allemand Zwerggalerie.
C'est une arcade ouverte, en dessous d'une toiture d'un bâtiment, autour d'une abside par exemple. À la Cathédrale Notre-Dame-de-l'Assomption-et-Saint-Étienne de Spire par exemple, une galerie naine s'étend sur toute la nef. Bien que sa principale fonction soit décorative, il arrive qu’on puisse l'emprunter et la parcourir.
La galerie naine apparaît pour la première fois vers 1050 sur la façade ouest de la Cathédrale Saint-Pierre de Trèves et vers 1100 sur la Cathédrale Notre-Dame-de-l'Assomption-et-Saint-Étienne de Spire.
La galerie naine est rapidement reprise dans l'architecture européenne comme élément d'un mur extérieur, en particulier en Allemagne (Rhénanie) et dans le nord et le centre de l'Italie. Certaines églises ont des façades comportant presque exclusivement des galeries à colonnes, comme « Santa Maria della Pieve » à Arezzo en Toscane. La célèbre tour penchée de Pise reprend également ce principe et le perpétue sous une forme particulièrement décorative.
Une innovation par rapport aux coutumes d'Europe centrale peut être trouvée dans le roman lombard et le gothique lombard ultérieur : des galeries naines montantes peuvent être aménagées sous le pignon en pente.
Il existe peu de galeries naines dans l'architecture romane en France. Des galeries à statues, qui ne sont pas appelées galeries naines, se trouvent à l'Abbatiale Sainte-Croix de Bordeaux à Bordeaux, et on trouve des galeries des Rois dans les cathédrales gothiques de Paris et d'Amiens.